# پالوکوپیواتا
پالوکوپیواتا (به لاتین: Palukopiwatta) یک منطقهٔ مسکونی در سری‌لانکا است که در استان مرکزی (سری‌لانکا) واقع شده‌است.